# Acta Universitatis Agriculturæ Sueciæ
Acta Universitatis Agriculturae Sueciæ är en vetenskaplig skriftserie som utges av Sveriges lantbruksuniversitet. 1996-2004 hade den ämnesinriktade undertitlar:: Agraria, Veterinaria och Silvestris, orienterade mot jordbruksvetenskap, veterinärmedicin respektive skogsvetenskap.